# Проект «Охотник за тенью» 3
«Проект „Охотник за тенью“ 3» (англ. Project Shadowchaser III) — американский научно-фантастический триллер, третья часть франшизы «Проект „Охотник за тенью“». В отличие от предыдущих фильмов серии, третий был выполнен в жанре фильма ужасов, а не боевика.
Сценарист — Ник Дэвис. 

## Сюжет
Сюжет развивается на космическом корабле «Комстат-5», который находится на орбите Марса и обнаруживает заброшенный корабль «Сибирь», потерпевший 25 лет назад аварию. Члены экипажа выясняют, что причиной катастрофы стало существо, вселяющееся в людей. Где-то в тёмных коридорах «Сибири» ходит жуткий андроид (Фрэнк Загарино), который желает уничтожить пришедших на борт.

## В ролях
- Сэм Боттомс —
- Мусетта Вандер —
- Кристофер Аткинс —
- Фрэнк Загарино —
- Рикко Росс —
- Обри Моррис —
- Кристофер Ним —